# Paradaxata spinosa
Paradaxata spinosa är en skalbaggsart som beskrevs av Stefan von Breuning 1938. Paradaxata spinosa ingår i släktet Paradaxata och familjen långhorningar. Inga underarter finns listade i Catalogue of Life.